# 1964年6月25日月食
1964年6月25日月食为一次在协调世界时1964年6月25日出現的月全食。該次月食半影食分為2.650、全影食分為1.561。偏食維持了117分，全食維持51分。

## 概述
這次月食的食分是18.25，偏食維持了117分，全食維持51分。

## 基本參數
- 類型：月全食
- 食甚資料：
  - 日期：1964年6月25日
  - 時間：1:06
  - 月球位置：赤經18.25度、赤緯-23.5度
  - 食分：半影食分：2.650、全影食分：1.561
  - 持續時間：偏食117分、全食51分

## 外部連結
- NASA月食專頁（页面存档备份，存于）（英文）